# Ptochophyle vadoni
Ptochophyle vadoni là một loài bướm đêm trong họ Geometridae.